# 4864 Nimoy
4864 Nimoy este o planetă minoră (asteroid), cu un diametru de 11,874 km, din centura de asteroizi. A fost descoperită pe 2 septembrie 1988 la Observatorul La Silla de Henri Debehogne și a fost numită după Leonard Nimoy. 
Obiectul prezintă o orbită caracterizată de o semiaxă mare de 2,4685796 UAi, o excentricitate de 0,18, o înclinație de 3,61833 ° în raport cu ecliptica.